# Capanno Quonset

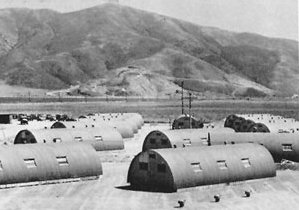
Capanni Quonset ai piedi di Laguna Peak a Point Mugu in California nel 1946.

Un capanno Quonset (in inglese Quonset hut) è una struttura prefabbricata leggera realizzata con lamiera zincata ondulata, a sezione semicircolare. Il progetto è stato sviluppato negli Stati Uniti ed è basato su quello del capanno Nissen, sviluppato in Gran Bretagna durante la prima guerra mondiale. Centinaia di migliaia ne furono prodotti durante il corso della seconda guerra mondiale, il surplus militare fu successivamente venduto anche al pubblico. Il nome deriva dal primo sito di fabbricazione, al Quonset Point, nel Davisville Naval Construction Battalion Center (North Kingstown, Rhode Island).

## Storia e progettazione

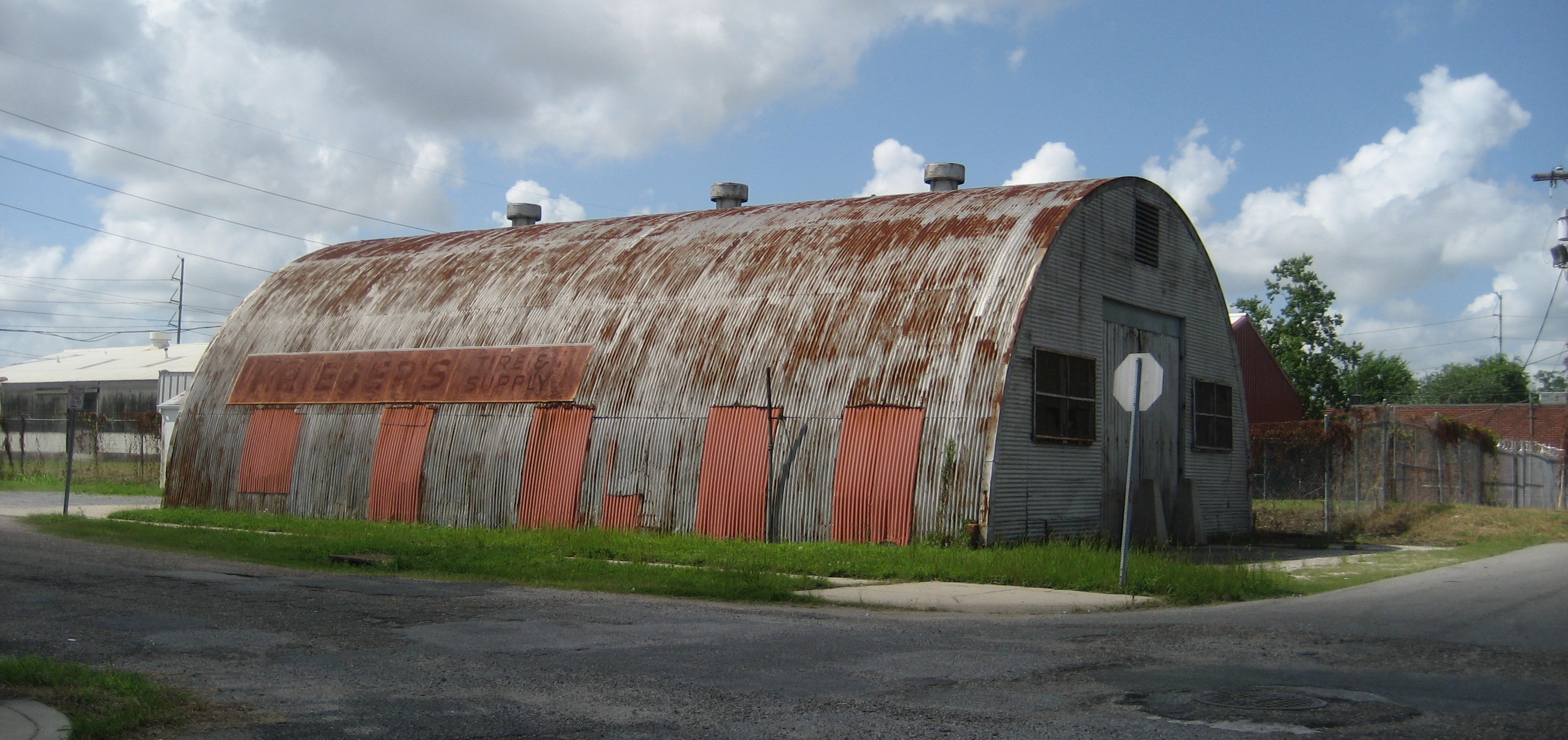
Un capanno Quonset a New Orleans

I capanni Quonset furono fabbricati da molti imprenditori indipendenti in tutto il mondo, ma i primi ad essere stati costruiti fu nel 1941, quando la United States Navy aveva la necessità di un fabbricato leggero e multiuso, che potesse venire spedito ovunque e montato da personale non specializzato. La compagnia di costruzioni di George A. Fuller fu selezionata per la fabbricazione, il primo capanno fu prodotto 60 giorni dopo l'ottenimento del contratto.

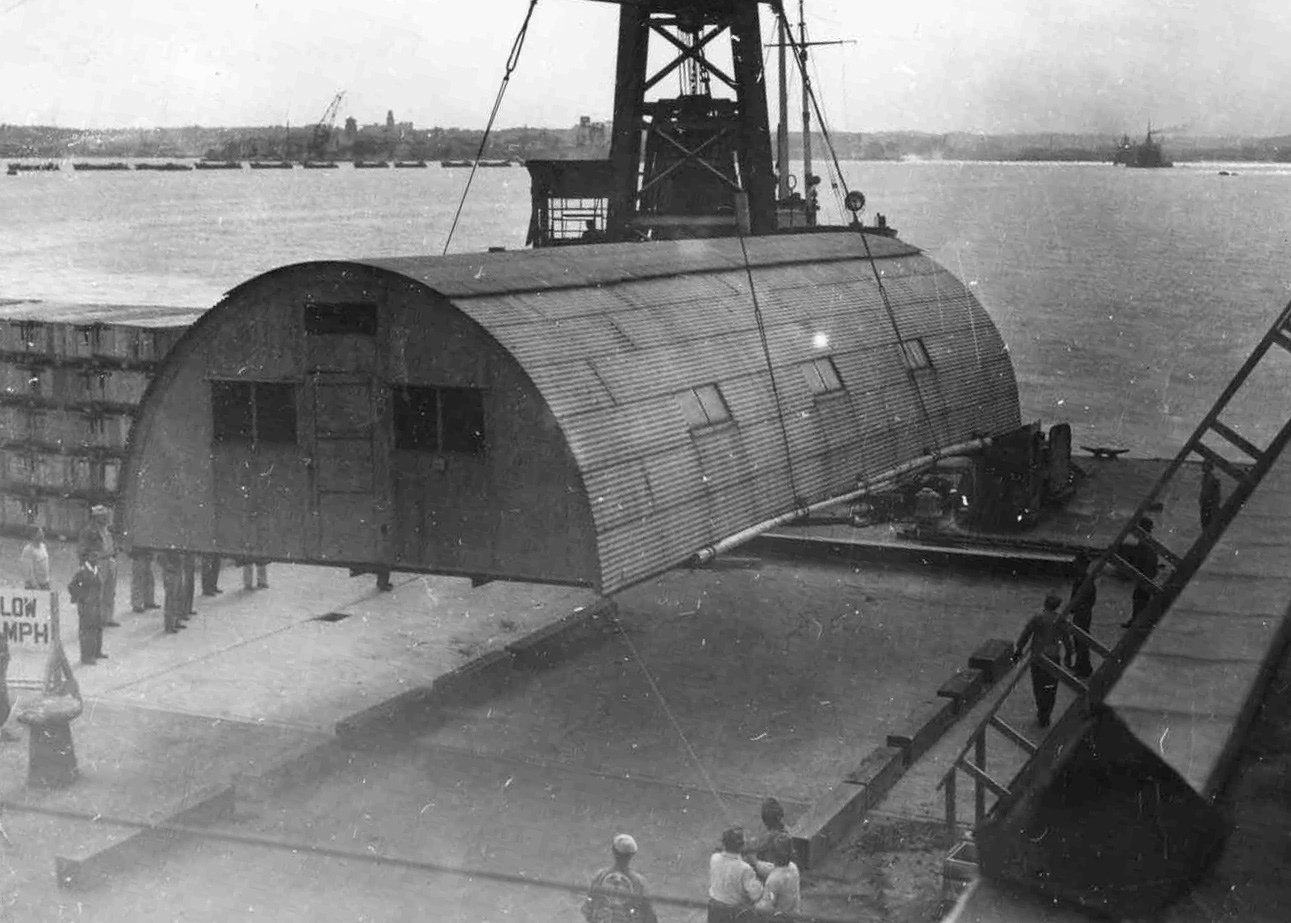
Il montaggio di un capanno Quonset

Il design originale prevedeva una struttura lunga 11 m, con un raggio di 2,40 m. I fianchi erano in lamiera zincata ondulata, mentre le due testate erano realizzate con compensato nel quale erano ricavate porte e finestre. L'interno era isolato, con un pavimento in legno e privo di separazioni, per rendere l'impiego più flessibile. La struttura poteva essere montata su una piattaforma in cemento, su pilastri o direttamente sul terreno. Il modello più comune aveva una lunghezza di 15 m, con un raggio di 3 m, ottenendo una superficie utilizzabile di 90 metri quadrati, con una sporgenza opzionale ad ogni testata per proteggere gli ingressi dalle intemperie.
I lati della struttura erano in lamiera ondulata, mentre le due estremità erano rivestite con il compensato, per le porte e le finestre. L'interno della struttura era isolato, aveva un rivestimento in legno pressato e un pavimento in legno. La struttura poteva essere posizionata anche sul cemento, su fondazioni profonde oppure direttamente sul terreno con un pavimento in legno. Il design originale utilizzava l'acciaio di bassa qualità, la quale venne successivamente sostituito con uno più resistente alla ruggine. Lo spazio interno flessibile era aperto, in modo che la struttura fosse versatile a seconda della necessità, poteva di fatto diventare una caserma, un gabinetto, un ufficio medico o dentistico, una zona d'isolamento, un'abitazione oppure un panificio.

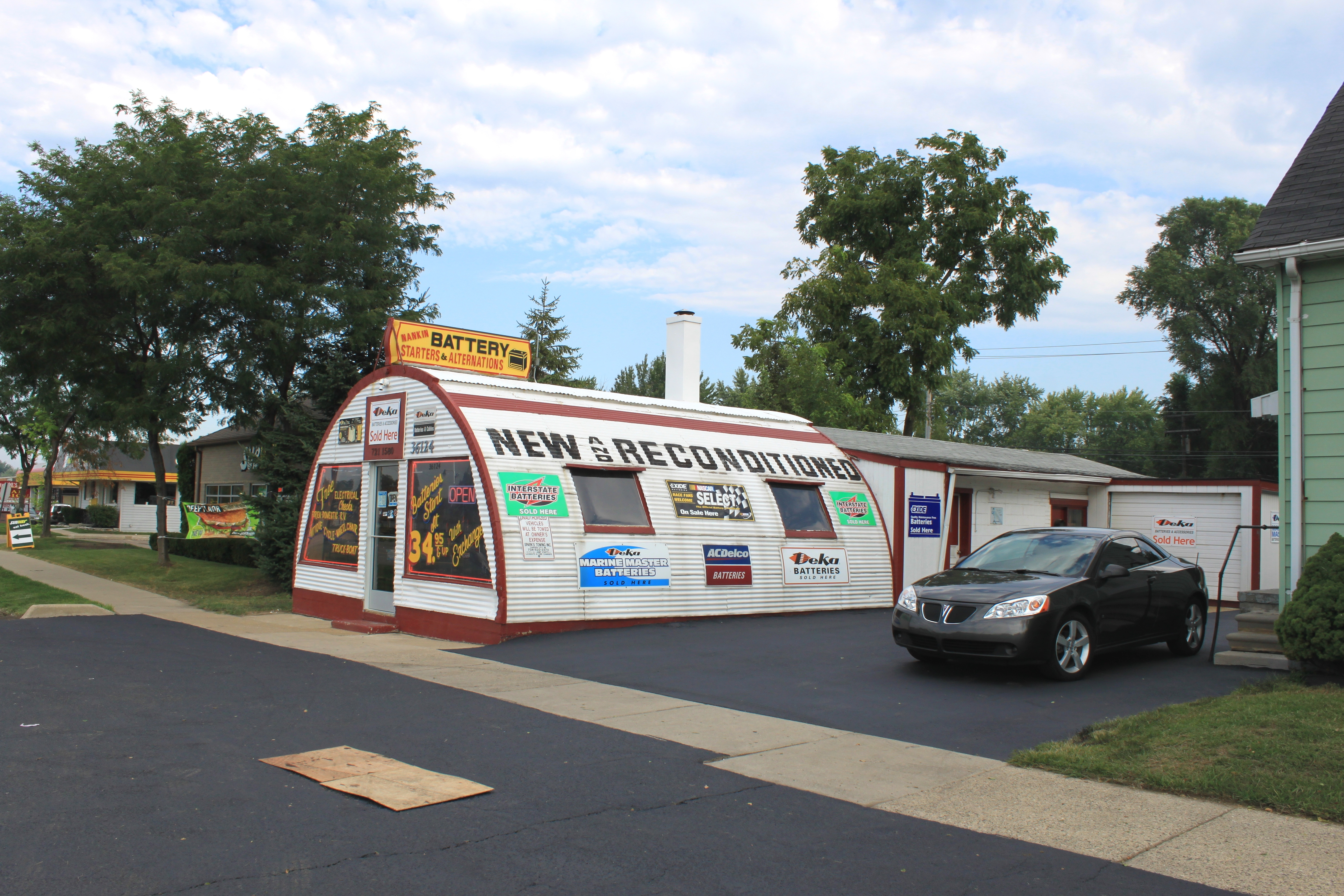
Un capanno Quonset adattato per l'uso commerciale a Westland, nel Michigan

Durante la seconda guerra mondiale furono costruiti tra i 150000 ed i 170000 capanni Quonset. Al termine della guerra, i capanni in eccedenza furono venduti dalle autorità militari a 1000 dollari ognuno. Molti di essi sono stati distribuiti in giro per gli Stati Uniti come uffici per imprese o abitazioni, spesso anche nei musei militari o in luoghi con memorabilia della seconda guerra mondiale. Alcuni di essi furono impiegati come abitazioni provvisorie del dopoguerra, ad esempio Rodger Young Village a Los Angeles, in California. Altri invece sono tuttora usati presso le basi militari statunitensi. Il Dipartimento dell'energia degli Stati Uniti d'America continua ad utilizzare le capanne Quonset come strutture di supporto (es. officine meccaniche, magazzini ecc.) presso il Nevada Test Site.